# ایر عربیا مغرب
ایر عربیا مغرب (به انگلیسی: Air Arabia Maroc) یک شرکت هواپیمایی با کد یاتا 3O است که در تاریخ ۲۰۰۹ میلادی تأسیس شده و در تاریخ مه ۲۰۰۹ فعالیتش را آغاز کرده‌است. دفتر مرکزی ایر عربیا مغرب در مراکش واقع شده‌است و قطب این شرکت هواپیمایی در فرودگاه بین‌المللی محمد پنجم قرار دارد و به ۲۳ مقصد، پرواز مستقیم انجام می‌دهد.